# Кьониг (линеен кораб, 1913)
Кьониг (на немски: SMS König) е линеен кораб на Германския императорски военноморски флот, първият, главен кораб от едноименния проект дреднаути (заедно с „Маркграф“, „Гросер Курфюрст“ и „Кронпринц“), участник в Първата световна война. Наречен е в чест на една от титлите на кайзера Вилхелм II: „Император (на немски: Kaiser) Германски“, „Крал (на немски: König) Пруски“ и „Маркграф (на немски: Markgraf) Бранденбургски“.

## Боен път
След зачисляването си в състава на флота Кьониг е приписан към 3-ти дивизион на Флота на Откритото море, който по-късно е разширен с останалите линкори от този тип. На 25 април 1916 г., заедно с другите кораба от неговия тип, прикрива обстрела на градовете Лоустофт и Ярмут на източното крайбрежие на Англия.
В състава на 3-ти дивизион, под командването на контраадмирал Паул Бенке на 31 май 1916 г. корабът участва в Ютландското сражение, където получава 10 пробойни. Повредите отнемат 7 седмици за ремонт, който завършва на 21 юли 1916 г.
По време на операцията „Албион“ Кьониг участва в Моонзундското сражение, на 17 октомври 1917 г., нанася сериозни повреди на руския броненосец „Слава“, екипажа на Слава е принуден да изостави кораба на камъните при входа на Ирбенския пролив и да взриви погреба за боеприпаси.
Според условията на Компиенското премирие, Кьониг е интерниран в Скапа Флоу на 26 ноември 1918 г. По заповед на контраадмирал Лудвиг фон Ройтер, на 21 юни 1919 г., в 10.30 екипажа отваря кингстоните и в 14:00 корабът потъва.
През 1962 г. германското правителство продава останките на кораба на Великобритания, скелета на съда и до днес лежат на дъното в Скапа Флоу, в съседство на систършиповете „Маркграф“ и „Кронпринц“.